# Lampria homopoda
Lampria homopoda är en tvåvingeart som först beskrevs av Luigi Bellardi 1862.  Lampria homopoda ingår i släktet Lampria och familjen rovflugor. Inga underarter finns listade i Catalogue of Life.